# Тарасенко, Егор Родионович
Егор Родионович Тарасенко (10 мая 1917, Моисеевка, Иркутская область — 20 сентября 1978, Братск, Иркутская область) — старшина РККА, снайпер и разведчик разведвзода, участник Великой Отечественной войны, снайперский счёт — не менее 93-х фашистов. Полный кавалер Ордена Славы.

## Биография
Родился в 1917 году в селе Моисеевка Иркутской области, из многодетной крестьянской семьи. Русский. Окончил всего 3 класса. Работал в колхозе.
В РККА с сентября 1939 года. Участник Великой Отечественной войны, уже с июля 1941 года в боях под Смоленском.
На 1942 год — младший сержант, снайпер 673-го стрелкового полка 220-й стрелковой дивизии на Калиниском фронте, где только «за период с 9 октября по 3 ноября (11 выходов) убил 31 фашиста», , к 15 августа 1943 года довёл свой снайперский счёт до 93 фашистов.
За работу снайпера награждён орденами Красной Звезды и Орденом Отечественной войны 2-й степени.
21 августа 1943 года был тяжело ранен, в дальнейшем в должности снайпера не служил.
На лето 1944 года — старший сержант, разведчик — помощник командира взвода пешей разведки 69-го стрелкового полка 97-й стрелковой дивизии.
Воевал на 3-м Белорусском фронте, отличился в боях за освобождение Литвы и в Восточной Пруссии: 1 сентября 1944 года на подступах к городу Шакяй в группе с 5 разведчиками проник во вражеское расположение, лично уничтожил пулемётный расчёт, затем заметив групп из десяти солдат противника автоматным огнём уничтожил трёх, награждён Орденом Славы 3-й степени. 24 октября 1944 года был снова ранен, но легко, и быстро вернулся в строй. 26 января 1945 года в бою за населённый пункт Алленбург командовал взводом пешей разведки с подчинёнными овладел укреплённым зданием, при этом уничтожил несколько солдат, захватил 3 пулемёта, награждён Орденом Славы 2-й степени. Член ВКП(б) с марта 1945 года.
В марте 1945 года несколько раз отличился под Бранденбургом в ходе Восточно-Прусской операции: в ночь на 15 марта 1945 года его разведгруппа уничтожила до 40 фашистов, а в ночь на 20 марта группа внезапной атакой овладела кирпичным заводом, при этом разведчики уничтожили 13 немецких солдат и офицеров и взяли в плен 39 немцев, среди которых было 2 офицера.
В конце апреля был представлен к награждению орденом Славы 1-й степени, но подписанный наградной лист не ушёл в штаб, видимо, в связи с передислокацией дивизии на Дальний Восток.
Принял участие в войне с Японией в составе той же дивизии, и снова отличился — 16 августа 1945 года у города Муданьцзян передовые части полка наткнулись на засаду из около 50 «смертников»:

тов. Тарасенко по личной инициативе с группой разведчиков через сопки обошёл противника с тыла, смелыми и внезапными действиями разгромил засевших японцев. Лично сам из своего оружия тов. Тарасенко уничтожил 17 японских солдат, 7 было взято в плен, остальные разбежались.
По награждению за этот подвиг тоже произошла накладка: за него приказом по дивизии от 21 августа 1945 года был награждён Орденом Красной Звезды, но в этот же день, видимо не знающим о приказе командиром полка, за этот же подвиг был представлен к званию Героя Советского Союза, Военный Совет 5-й армии принял решение о награждении только Орденом Ленина, а в итоге приказом командующего войсками Дальневосточного фронта по этому представлению был награждён Орденом Славы 1-й степени. Демобилизован в 1946 году в звании старшины.
После войны вернулся в Иркутскую область, работал в совхозе, с 1958 года — машинист насосной станции жилищно-коммунальной конторы в посёлке Осиновка.
Умер в 1978 году в посёлке Осиновка, похоронен на местном кладбище.

## Память
В 1999 году на доме в котором он жил, бывшего посёлка Осиновка ставшем микрорайоном города Братска, установлена мемориальная доска.

## Награды
- Орден Отечественной войны 2-й степени (07.09.1943)
- Орден Красной Звезды (07.01.1943)
- Орден Красной Звезды (21.08.1945)
- Орден Славы 3-й степени (06.10.1944, № 186639)
- Орден Славы 2-й степени (14.02.1945, № 9367)
- Орден Славы 1-й степени (23.09.1945, № 1727)
- Медаль «За победу над Германией» (1945)
- Медаль «За победу над Японией» (1945)